# Centemodon
Centemodon (лат.) — сомнительный род базальных фитозавров, окаменелые остатки которого были найдены в отложениях позднего триасового периода (формация Red Sandstone) на территории нынешней Пенсильвании, США. Возможно, связан с другим плохо изученным фитозавром Suchoprion. Это был небольшой фитозавр, весивший не более 200 кг (440 фунтов).

## История изучения
Незадолго до Костяных войн палеонтолог, известный как доктор Лео (фамилия неизвестна), обнаружил несколько фрагментов ископаемых зубов, которые позже стали голотипом Centemodon.  Когда Лео описал фрагменты, он не был уверен, к какому животному они принадлежали. Таксон был описан и назван в 1856 году Исааком Леа.